# Liste der Träger des Verdienstordens des Landes Rheinland-Pfalz/2008
Im Jahr 2008 wurden folgende Personen mit dem Verdienstorden des Landes Rheinland-Pfalz geehrt. Die Überreichung an Karl Lehmann fand erst am 6. Juni 2009 statt.
| Ordensträger             | Lebensdaten | Wohnort               | Wirken                                 |
| ------------------------ | ----------- | --------------------- | -------------------------------------- |
| Thomas Denter            | * 1936      | Abtei Marienstatt     | Abt der Zisterzienserabtei Marienstatt |
| Karl W. Edtstadler       |             | Elixhausen            |                                        |
| Julius Grünewald         | * 1965      | Westhofen             | Maler                                  |
| Karl-Heinz Hopfensperger |             | Germersheim           |                                        |
| Karl Lehmann             | 1936–2018   | Mainz                 | Geistlicher, ab 2001 Kardinal          |
| Elke Lütjen-Drecoll      | * 1944      | Spardorf              | Anatomin                               |
| Erich Muscholl           | 1926–2019   | Mainz                 | Arzt und Pharmakologe                  |
| Jeanette Rott-Otte       | * 1945      | Ludwigshafen am Rhein | Politikerin (SPD)                      |
| Sabine Schall            |             | Schifferstadt         |                                        |
| Gerhard Wegner           | * 1940      | Mainz                 | Chemiker                               |
| Ellen Wessinghage        | 1948–2023   | Ingelheim am Rhein    | Mittel- und Langstreckenläuferin       |
| Erwin Wortelkamp         | * 1938      | Hasselbach            | Bildhauer und Maler                    |
| Corina Zolle             | 1966–2020   | Heidesheim            | Aktivistin der Behindertenbewegung     |